# 函谷关镇
函谷关镇，是中华人民共和国河南省三門峽市灵宝市下辖的一个乡镇级行政单位。2019年被评为中国文化百强镇。

## 行政区划
函谷关镇下辖以下地区：
北坡头村、墙底村、岸底村、西留村、梁村、店头村、王垛村、孟村、东寨村、西寨村、坡寨村、雷家沟村、白家寨村、马家寨村、梨湾园村、稠桑村和长安寨村。

## 交通
连霍高速公路、徐兰高速铁路和三灵快速通道穿境而过。

## 景点
函谷关景区，国家AAAA级旅游景区，位于该镇王垛村，辖区面积16.5平方公里，主要景点有太初宫、道圣宫、道家养生园、藏经楼、瞻紫楼、鸡鸣台、碑林、蜡像馆、博物馆、关楼、函关古道等20余处。